# Robert Nilsson (calciatore)
Robert Erling Nilsson (Fredrikstad, 7 aprile 1949) è un dirigente sportivo ed ex calciatore norvegese, di ruolo difensore.

## Biografia
Anche il fratello Yngve giocò per il Fredrikstad, dal 1970 al 1976.

## Carriera

### Giocatore

#### Club

##### Fredrikstad
Nilsson cominciò la propria carriera con la maglia del Fredrikstad, proveniente dalle giovanili del club. La squadra stava vivendo un ricambio generazionale alla fine degli anni 1960, con il giovane difensore che fu scelto per raccogliere l'eredità di Roar Johansen. Esordì con questa casacca il 28 aprile 1968, nella sconfitta per 0-1 contro il Rosenborg, ma Nilsson offrì una buona prestazione. Il giorno successivo, anche i giornali applaudirono il suo debutto. Nel 1969, Per Mosgaard fu scelto come nuovo allenatore del club e fece giocare Nilsson come libero. Raggiunse la finale di Norgesmesterskapet nel 1969 e nel 1971, ma entrambi gli scontri si conclusero con una sconfitta. In questi anni, Nilsson si affermò come uno dei giocatori più importanti del Fredrikstad e ne diventò anche capitano.
Contribuì al secondo posto finale nel campionato 1972, in cui il Fredrikstad vinse 9 partite con il punteggio di 1-0. Di queste, 7 gare furono risolte da una rete di Jan Fuglset, ma le restanti 2 furono vinte grazie ad un gol di Nilsson. Queste realizzazioni furono le uniche in oltre un decennio di militanza in squadra. Il campionato 1973 si concluse con la prima retrocessione della storia del Fredrikstad. La formazione riconquistò la promozione già nell'anno seguente, con Nilsson scelto come miglior giocatore della squadra, ma il resto del decennio portò risultati altalenanti. Nel 1977, arrivò un'altra retrocessione e, dopo un biennio in 2. divisjon, Nilsson scelse di ritirarsi dall'attività agonistica.

#### Nazionale
Nilsson giocò 13 partite per la Norvegia under 21. Esordì il 22 giugno 1968, in un'amichevole contro la Danimarca under 21 che si concluse con il punteggio di 0-0. Vestì poi la maglia della Nazionale maggiore in 5 occasioni, prima delle quali in data 20 luglio 1970. Fu infatti in campo nella sconfitta per 2-0 contro l'Islanda.

### Dopo il ritiro
Negli anni 1990, Nilsson ebbe un ruolo dirigenziale al Fredrikstad.

## Statistiche

### Presenze e reti nei club
| Stagione           | Club               | Campionato         | Campionato | Campionato | Coppe nazionali | Coppe nazionali | Coppe nazionali | Coppe continentali | Coppe continentali | Coppe continentali | Supercoppe | Supercoppe | Supercoppe | Totale | Totale |
| Stagione           | Club               | Comp               | Pres       | Reti       | Comp            | Pres            | Reti            | Comp               | Pres               | Reti               | Comp       | Pres       | Reti       | Pres   | Reti   |
| ------------------ | ------------------ | ------------------ | ---------- | ---------- | --------------- | --------------- | --------------- | ------------------ | ------------------ | ------------------ | ---------- | ---------- | ---------- | ------ | ------ |
| 1968               | Fredrikstad        | 1D                 | 18         | 0          | CN              | ?               | ?               | -                  | -                  | -                  | -          | -          | -          | ?      | ?      |
| 1969               | Fredrikstad        | 1D                 | 18         | 0          | CN              | ?               | ?               | -                  | -                  | -                  | -          | -          | -          | ?      | ?      |
| 1970               | Fredrikstad        | 1D                 | 18         | 0          | CN              | ?               | ?               | -                  | -                  | -                  | -          | -          | -          | ?      | ?      |
| 1971               | Fredrikstad        | 1D                 | 18         | 0          | CN              | ?               | ?               | -                  | -                  | -                  | -          | -          | -          | ?      | ?      |
| 1972               | Fredrikstad        | 1D                 | 20         | 2          | CN              | ?               | ?               | CdC                | 3                  | 0                  | -          | -          | -          | ?      | ?      |
| 1973               | Fredrikstad        | 1D                 | 21         | 0          | CN              | ?               | ?               | -                  | -                  | -                  | -          | -          | -          | ?      | ?      |
| 1974               | Fredrikstad        | 2D                 | 18         | 0          | CN              | ?               | ?               | -                  | -                  | -                  | -          | -          | -          | ?      | ?      |
| 1975               | Fredrikstad        | 1D                 | 17         | 0          | CN              | ?               | ?               | -                  | -                  | -                  | -          | -          | -          | ?      | ?      |
| 1976               | Fredrikstad        | 1D                 | 17         | 0          | CN              | ?               | ?               | -                  | -                  | -                  | -          | -          | -          | ?      | ?      |
| 1977               | Fredrikstad        | 2D                 | ?          | ?          | CN              | ?               | ?               | -                  | -                  | -                  | -          | -          | -          | ?      | ?      |
| 1978               | Fredrikstad        | 2D                 | 6          | 0          | CN              | ?               | ?               | -                  | -                  | -                  | -          | -          | -          | ?      | ?      |
| 1979               | Fredrikstad        | 2D                 | 17         | 0          | CN              | ?               | ?               | -                  | -                  | -                  | -          | -          | -          | ?      | ?      |
| Totale Fredrikstad | Totale Fredrikstad | Totale Fredrikstad | ?          | ?          |                 | ?               | ?               |                    | 3                  | 0                  |            | -          | -          | ?      | ?      |
| Totale             | Totale             | Totale             | ?          | ?          |                 | ?               | ?               |                    | 3                  | 0                  |            | -          | -          | ?      | ?      |

### Cronologia presenze e reti in Nazionale
| Cronologia completa delle presenze e delle reti in nazionale ― Norvegia | Cronologia completa delle presenze e delle reti in nazionale ― Norvegia | Cronologia completa delle presenze e delle reti in nazionale ― Norvegia | Cronologia completa delle presenze e delle reti in nazionale ― Norvegia | Cronologia completa delle presenze e delle reti in nazionale ― Norvegia | Cronologia completa delle presenze e delle reti in nazionale ― Norvegia | Cronologia completa delle presenze e delle reti in nazionale ― Norvegia | Cronologia completa delle presenze e delle reti in nazionale ― Norvegia |
| Data                                                                    | Città                                                                   | In casa                                                                 | Risultato                                                               | Ospiti                                                                  | Competizione                                                            | Reti                                                                    | Note                                                                    |
| ----------------------------------------------------------------------- | ----------------------------------------------------------------------- | ----------------------------------------------------------------------- | ----------------------------------------------------------------------- | ----------------------------------------------------------------------- | ----------------------------------------------------------------------- | ----------------------------------------------------------------------- | ----------------------------------------------------------------------- |
| 20/07/1970                                                              | Reykjavík                                                               | Islanda                                                                 | 2 – 0                                                                   | Norvegia                                                                | Amichevole                                                              | -                                                                       |                                                                         |
| 09/06/1971                                                              | Oslo                                                                    | Norvegia                                                                | 1 – 4                                                                   | Bulgaria                                                                | Qual. Euro 1972                                                         | -                                                                       |                                                                         |
| 22/06/1971                                                              | Oslo                                                                    | Norvegia                                                                | 1 – 7                                                                   | Germania Ovest                                                          | Amichevole                                                              | -                                                                       |                                                                         |
| 21/06/1971                                                              | Oslo                                                                    | Norvegia                                                                | 2 – 1                                                                   | Inghilterra                                                             | Amichevole                                                              | -                                                                       |                                                                         |
| 26/09/1971                                                              | Oslo                                                                    | Norvegia                                                                | 1 – 4                                                                   | Danimarca                                                               | NM 1968-1971                                                            | -                                                                       |                                                                         |
| Totale                                                                  |                                                                         | Presenze                                                                | 5                                                                       |                                                                         | Reti                                                                    | 0                                                                       |                                                                         |